# Raionul Horodenka, Ivano-Frankivsk
Horodenka (în ucraineană Городенківський район, transliterat: Horodenkivskîi raion) este un raion în regiunea Ivano-Frankivsk, Ucraina. Reședința sa este orașul Horodenka.

## Demografie
Componența lingvistică a raionului Horodenka
     Ucraineană (99,59%)
     Alte limbi (0,36%)
Conform recensământului din 2001, majoritatea populației raionului Horodenka era vorbitoare de ucraineană (99,59%), existând în minoritate și vorbitori de alte limbi.